# Brat Pack (actores)
Brat Pack (literalmente «pandilla de mocosos») es un apodo dado a un grupo de jóvenes actores estadounidense que aparecieron con frecuencia juntos en películas orientadas a adolescentes en la década de 1980. Mencionado por primera vez en un artículo de la revista New York en 1985, ahora se define generalmente como los miembros del elenco de dos películas específicas de 1985, The Breakfast Club y St. Elmo's Fire, aunque otros actores se incluyen a veces. Los miembros del «núcleo» se consideran como Emilio Estévez, Anthony Michael Hall, Rob Lowe, Andrew McCarthy, Demi Moore, Judd Nelson, Molly Ringwald , Ally Sheedy y Mare Winningham.

## Miembros
El término «Brat Pack», un juego de palabras con el Rat Pack de los años 1950 y 1960, se popularizó por primera vez en un artículo de la revista New York en 1985, que describe un grupo de actores de cine de gran éxito en sus primeros años veinte. David Blum escribió el artículo después de presenciar a varios actores jóvenes (Emilio Estévez, Rob Lowe, y Judd Nelson) ser atestados por un grupo de groupies en el Hard Rock Cafe de Los Ángeles. El grupo se ha caracterizado por el estilo de vida festivo de miembros como Robert Downey Jr., Estévez, Lowe y Nelson.Sin embargo, una aparición en uno o ambos elencos de las películas The Breakfast Club de John Hughes y St. Elmo's Fire de Joel Schumacher a menudo se considera un requisito previo para ser miembro del núcleo del Brat Pack. Con este criterio, los miembros más comúnmente citados incluyen:
- Emilio Estévez
- Anthony Michael Hall
- Rob Lowe
- Andrew McCarthy
- Demi Moore
- Judd Nelson
- Molly Ringwald
- Ally Sheedy

Ausente de la mayoría de las listas es Mare Winningham, la única miembro principal de cualquiera de ambos repartos que nunca actuó en cualquier otra película con cualquier otro miembro del elenco. Estévez fue citado como el «presidente no oficial» del Brat Pack. Él y Demi Moore estuvieron una vez comprometidos. McCarthy dice que nunca fue un miembro del grupo: «Los medios de comunicación formaron este tipo de tribu. No creo que haya visto a ninguna de estas personas desde que terminamos St. Elmo's Fire».
El artículo inicial de New York cubría un grupo de actores más grande, o más inclusivo, que el significado entendido actualmente del término «Brat Pack». Por ejemplo, se mencionaron la mayor parte de los miembros del reparto de The Outsiders, incluyendo Tom Cruise, Matt Dillon, Patrick Swayze y Ralph Macchio, ninguno de los cuales actuó en otras películas con cualquiera del «núcleo» del Brat Pack, aparte de Patrick Swayze. Charlie Sheen aparece en varias listas, más por su relación de parentesco con Emilio Estévez y su fiesta que por su trabajo en el cine en colaboración con otros miembros.
James Spader y Robert Downey Jr., también se han considerado miembros, y han actuado junto a otros miembros del Brat Pack: ambos con Andrew McCarthy en Less Than Zero; Spader con McCarthy y Ringwald en La chica de rosa y Mannequin, Spader con Lowe en Mala Influencia; y Downey con Anthony Michael Hall (Weird Science y Johnny Be Good, y el elenco de Saturday Night Live) y Molly Ringwald (The Pick-up Artist). Otros actores que han sido vinculados con el grupo incluyen a Kevin Bacon, Matthew Broderick, Jon Cryer, John Cusack, Jami Gertz, Mary Stuart Masterson, Sean Penn, Kiefer Sutherland y Lea Thompson. En su autobiografía, Melissa Gilbert se conecta a sí misma con el Brat Pack, ya que su vida social estaba centrada en Estévez y Lowe (con ambos de los cuales estuvo comprometida). A través de frecuente trabajo de colaboración, el actor Harry Dean Stanton, que entonces oscilaba los 60 años de edad, se convirtió en un mentor para el grupo de actores jóvenes.

## Artículo
La historia de New York de David Blum, titulada «Hollywood's Brat Pack», se publicó el 10 de junio de 1985. Originalmente iba a ser solo sobre Emilio Estévez, pero una noche, Estévez invitó a Blum a pasar el rato con él, Rob Lowe, Judd Nelson, y otros en el Hard rock Cafe. Fue una noche típica para el grupo, que se había vuelto cercano durante el rodaje de St. Elmo's Fire. Esa noche, Blum decidió cambiar el enfoque del artículo a todo un grupo de jóvenes actores del momento. A los miembros del elenco de St. Elmo's Fire no les gustaba Blum y sintieron que estaba celoso del éxito de los actores.
Cuando la pieza corrió, todos los actores se sintieron traicionados, especialmente Estévez. El artículo mencionaba a personas en varias películas, pero se centró en Estévez, Lowe y Nelson, y retrataba a los tres negativamente. La etiqueta de «Brat Pack», que a los actores no les gustó, quedó durante años después. Antes de que el artículo corriera, habían sido considerados como personas con talento; tras el artículo, todos ellos fueron agrupados y considerados como poco profesionales. Entrevistado para el libro de Susannah Gora de 2010 You Couldn't Ignore Me If You Tried: The Brat Pack, John Hughes, And Their Impact on a Generation, Blum admitió que no debería haber escrito el artículo.
Con el aumento de la atención negativa hacia ellos, los actores pronto dejaron de socializar con otros. Sobre la camaradería del grupo, Ally Sheedy dijo más adelante, «[El artículo] simplemente la destruyó. Me había sentido realmente parte de algo, y ese tipo lo voló en pedazos».

## Legado
Durante la década de 1980, varios de los actores del Brat Pack tuvieron sus carreras ligeramente descarriladas por problemas relacionados con las drogas, el alcohol, y en el caso de Lowe, un video sexual. Según Gora, «Muchos creen que podrían haber pasado a papeles más serios si no fuera por ese artículo. Ellos tenían mucho talento. Pero tenían dificultades profesionales, dificultades personales después de eso». En el siglo XXI, el término «Brat Pack» había perdido su connotación negativa.
Las películas en sí han sido descritas como haciendo uso frecuente de arquetipos adolescentes, a menudo ambientadas en los suburbios de Chicago, y centradas en la angustia de adolescentes blancos de clase media. Según la autora Susannah Gora, estas películas «cambiaron la forma en que muchos jóvenes miraron todo, desde la distinción de clases a la amistad, del amor al sexo y de la moda a la música». Se consideran «entre las contribuciones de la cultura pop más influyentes de su tiempo».
En 2012, Entertainment Weekly denominó a The Breakfast Club como la mejor película sobre la escuela secundaria jamás hecha. En la lista de las 100 estrellas adolescentes más grandes de VH1, Molly Ringwald se clasificó #1, Rob Lowe se clasificó #2, Anthony Michael Hall #4, Ally Sheedy ocupó el puesto #34, y Andrew McCarthy se clasificó #40.

## Galería
| Emilio Estévez |
| Emilio Estévez (que se muestra aquí en 2006) apareció en The Outsiders, The Breakfast Club, St. Elmo's Fire y Wisdom. |

| |
| Judd Nelson (que se muestra aquí en 2008) apareció en The Breakfast Club, St. Elmo's Fire, Blue City y Hail Caesar. |

| Rob Lowe |
| Rob Lowe (que se muestra aquí en 2012) apareció en The Outsiders, Class, Oxford Blues, St. Elmo's Fire y About Last Night.... |

| Andrew McCarthy                                                                                                  |
| Andrew McCarthy (que se muestra aquí en 2010) apareció en Class, St. Elmo's Fire, Pretty in Pink y Fresh Horses. |

| Demi Moore                                                                                          |
| Demi Moore (que se muestra aquí en 2010) apareció en St. Elmo's Fire, About Last Night... y Wisdom. |

| Molly Ringwald |
| Molly Ringwald (que se muestra aquí en 2013) apareció en Sixteen Candles, The Breakfast Club, Pretty in Pink, Fresh Horses y Betsy's Wedding. |

| Ally Sheedy |
| Ally Sheedy (que se muestra aquí en 2011) apareció en Oxford Blues, The Breakfast Club, St. Elmo's Fire, Blue City y Betsy's Wedding. |

| Anthony Michael Hall                                                                                              |
| Anthony Michael Hall (que se muestra aquí en 2004) apareció en Sixteen Candles, The Breakfast Club y Hail Caesar. |